# Argentyna na Zimowych Igrzyskach Olimpijskich 1972
Argentynę na Zimowych Igrzyskach Olimpijskich 1972 reprezentowało 2 sportowców w jednej dyscyplinie. Nie zdobyli oni żadnego medalu.

## Narciarstwo alpejskie

### Mężczyźni
| Zawodnik               | Konkurencja   | Wyścig 1 | Wyścig 1 | Wyścig 2     | Wyścig 2 | Łącznie      | Łącznie |
| Zawodnik               | Konkurencja   | Czas     | Miejsce  | Czas         | Miejsce  | Czas         | Miejsce |
| ---------------------- | ------------- | -------- | -------- | ------------ | -------- | ------------ | ------- |
| Jorge-Emilio Lazzarini | Zjazd         |          |          |              |          | 2:08,29      | 51      |
| Carlos Perner          | Zjazd         |          |          |              |          | 2:03,69      | 47      |
| Jorge-Emilio Lazzarini | Slalom gigant | 1:48,72  | 47       | 1:54,96      | 38       | 3:43,68      | 38      |
| Carlos Perner          | Slalom gigant | ?        | 43       | Nie ukończył | –        | Nie ukończył | –       |

Slalom mężczyzn
| Zawodnik               | Klasyfikacja      | Klasyfikacja | Finał   | Finał   | Finał   | Finał   | Finał   | Finał   |
| Zawodnik               | Czas              | Miejsce      | Czas 1  | Miejsce | Czas 2  | Miejsce | Łącznie | Miejsce |
| ---------------------- | ----------------- | ------------ | ------- | ------- | ------- | ------- | ------- | ------- |
| Carlos Perner          | Zdyskwalifikowany | –            | 1:08,72 | 41      | 1:07,80 | 30      | 2:16,52 | 30      |
| Jorge-Emilio Lazzarini | 2:33,86           | 8            | 1:10,45 | 42      | 1:08,49 | 31      | 2:18,94 | 31      |